# Leopold Tomschik

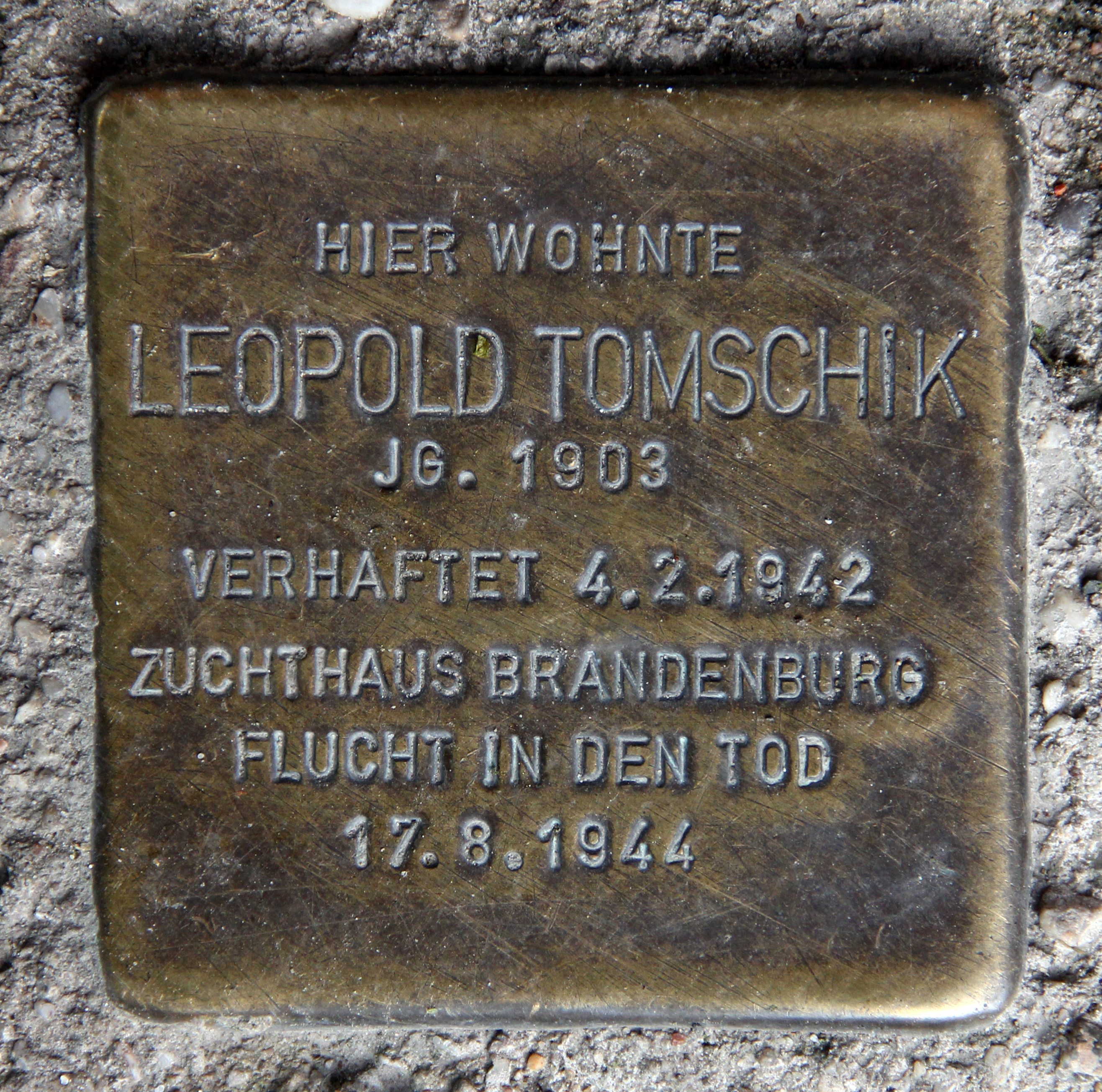
Stolperstein, Dunckerstraße 58, in Berlin-Prenzlauer Berg

Leopold Tomschik, auch Leo Tomschik, (* 12. Juli 1903 in Zlabings, Mähren, Österreich-Ungarn; † 17. August 1944 in der JVA Brandenburg-Görden) war österreichischer Sozialdemokrat und Widerstandskämpfer gegen den Nationalsozialismus.

## Leben und Wirken
Nach Angaben des Volksgerichtshofes gehörte der Ingenieur Tomschik von 1919 bis 1933 dem Touristenverein "Die Naturfreunde" (TVDN) an. Nach seiner Übersiedlung nach Berlin im Jahre 1926 schloss er sich der dortigen TVDN-Ortsgruppe an und hat sich hier in der Fotogemeinschaft engagiert. Er schloss sich der Widerstandsorganisation um Robert Uhrig an, den er 1938 kennengelernt hatte. Tomschik arbeitete als Konstrukteur in den Brandenburgischen Flugmotorenwerken in Berlin-Spandau, wo er Techniker und Ingenieure für den Widerstand gewinnen konnte. Tomschik übermittelte Uhrig interne Informationen über den Bau und die Eigenschaft von Flugzeugmotoren, die dieser im „Informationsdienst“, einer illegalen Zeitung der Widerstandsgruppe um Robert Uhrig und Beppo Römer, verwenden konnte. Darüber hinaus stellte er Verbindungen zu Gleichgesinnten in Österreich her. Tomschik wurde in einer großen Verhaftungswelle, die bis nach München und Tirol reichte, am 4. Februar 1942 festgenommen. Er wurde zusammen mit Uhrig und neun weiteren Angeklagten vom Volksgerichtshof zum Tode verurteilt. Ein Abschiedsbrief an seine Frau, in dem er versuchte, sie zu trösten und ihr Mut zuzusprechen, ist der Nachwelt erhalten geblieben. In der Nacht vor seiner Hinrichtung am 17. August 1944 beging Tomschik nach langem Leiden im Zuchthaus und KZ in der JVA Brandenburg-Görden Suizid.

## Erinnerung
- 2008: Stolperstein in der Dunckerstraße 58 im Berliner Bezirk Prenzlauer Berg[1]